# Premio Wolfskehl
Il premio Wolfskehl è un premio, indetto nel 1908 dall'industriale tedesco Paul Wolfskehl, destinato a premiare chi avesse risolto l'ultimo teorema di Fermat. Il premio era originariamente di 100.000 marchi, ma quando fu incassato nel 1996 dal matematico inglese Andrew Wiles si era molto ridotto a causa dell'inflazione. Il denaro fu affidato alla Regia Società delle Scienze di Gottinga.
Questo premio spinse molti dilettanti a tentare una dimostrazione, che venivano generalmente inviate ai dipartimenti di matematica delle università, generalmente senza essere presi molto sul serio. La quantità di questi manoscritti divenne tale che, sebbene le regole per l'attribuzione del premio prevedessero la pubblicazione della notizia del premio ogni anno sulle principali riviste matematiche, già verso la metà del secolo questa non fu più effettuata.
Vi sono varie teorie sulle motivazioni che spinsero Wolfskehl a creare questo premio. La più romantica, la cui origine sembra essere il matematico Alexander Ostrowski, afferma che il premio fu creato dopo che Wolfskehl, innamorato ma non ricambiato, dopo aver deciso di suicidarsi, per ingannare il tempo cominciò a studiare un'opera di Ernst Kummer riguardante l'ultimo teorema di Fermat. Questo studio lo assorbì tanto da far passare l'ora che aveva stabilito come suicidio; riconoscente verso la matematica, avrebbe allora deciso di destinare la maggior parte del suo patrimonio al premio. 
Secondo un'altra teoria il premio fu un pretesto per lasciare poco denaro alla moglie; un'altra ancora afferma che, essendo stato colpito da sclerosi multipla, Wolfskehl decise di studiare matematica essendo l'unica occupazione possibile una volta che fosse stato immobilizzato: il premio sarebbe stato quindi un riconoscimento verso una materia che gli aveva offerto la possibilità di restare attivo. Entrambe queste ipotesi sono state avanzate da Klaus Barner.